# Werner Georg
Werner Georg (* 23. Oktober 1953; † 22. Februar 2022) war ein deutscher Soziologe. Von 1996 bis 2020 war er Professor für empirische Sozialforschung mit Schwerpunkt Hochschulforschung an der Universität Konstanz. Schwerpunkte seiner Forschungstätigkeit waren insbesondere die Sozialstrukturanalyse und Bildungssoziologie.

## Werdegang
Werner Georg studierte zunächst Politikwissenschaft an der Philipps-Universität Marburg, wo er 1980 mit einem Magister Artium abschloss. Im selben Jahr nahm er in Marburg ein Studium der europäischen Ethnologie und Kulturforschung auf und wurde 1986 mit seiner Dissertationsschrift Determinanten des Urlaubsverhaltens. Zum Verhalten deutscher Camper in Italien promoviert. Anschließend war er zunächst in Forschungsprojekten an der Justus-Liebig-Universität Gießen tätig, bevor er 1989 wissenschaftlicher Assistent am Fachbereich für Erziehungswissenschaften der Universität Siegen wurde. Von 1995 bis 1996 kehrte er für eine Vertretungsprofessur am Fachbereich Soziologie an die Universität Marburg zurück. 1997 wurde er in Siegen im Fach Soziologie habilitiert. Seine von Pierre Bourdieu inspirierte Habilitationsschrift Soziale Lage und Lebensstil zählt seitdem zu den relativ weit rezipierten Arbeiten im Bereich der deutschsprachigen Lebensstil-Forschung.
Bereits 1996 nahm Georg einen Ruf auf die Professur für empirische Sozialforschung und Hochschulforschung an der Universität Konstanz an. Bis Ende 2017 war er in Konstanz Leiter der Arbeitsgruppe für Hochschulforschung. Dort führte Georg unter anderem regelmäßig den vom Bundesministerium für Bildung und Forschung geförderten Studierendensurvey als Langzeitstudie zur Beobachtung der Studierendenschaft an deutschen Hochschulen durch. Ab 2007 führte er zudem zusammen mit dem Deutschen Zentrum für Hochschul- und Wissenschaftsforschung den Studienqualitätsmonitor als jährliche Befragung durch. Darüber hinaus war er einer von mehreren Ko-Leitern des von Helmut Fend initiierten Langzeit-Forschungsprojekts Lebensverläufe von der späten Kindheit ins frühe Erwachsenenalter (LifE) als von der DFG sowie vom SNF gefördertem Gemeinschaftsprojekt der Universitäten Potsdam, Zürich, Innsbruck und Konstanz. 2020 trat er in den Ruhestand.

## Werke (Auswahl)
- als Herausgeber: Soziale Ungleichheit im Bildungssystem: eine empirisch-theoretische Bestandsaufnahme. UVK Verlag, Konstanz 2006.
- Soziale Lage und Lebensstil: eine Typologie. Leske und Budrich, Opladen 1998.